# Wilaya Unida de Kabarda, Balkària i Karatxai
La Wilaya Unida de Kabarda, Balkària i Karatxai (en rus: Объединенный вилайят Кабарды, Балкарии и Карачая) també coneguda com a Wilaya KBK és una organització terrorista islamista gihadista que opera a la República de Kabardino-Balkària i de Karatxai-Txerkèssia des de la segona meitat de la dècada de 1990 (com a Djamaat) fins a l'actualitat.

## Djamaat Yarmuk
El Djamaat Yarmuk fou format l'any 2002 per una dotzena de residents de Kabardino-Balkària liderat per Muslim Ataièv, que va ser entrenat per Ruslan Gelaièv. Gran part de la gent que formava part d'aquest Djamaat eren natius de Kendelen, el poble natiu d'Ataièv.
Es calcula que durant l'any 2005, el djamaat tenia un nombre estimat de 15–70 voluntaris.